# 개별사건법률
개별사건법률(Private bill)은 특정인 또는 특정사건에 대한 법률을 말한다. 처분적 법률이라고도 한다.

## 개별사건법률금지의 원칙
개별사건법률금지의 원칙은 "법률은 일반적으로 적용되어야지 어떤 개별사건에만 적용되어서는 아니 된다"는 법원칙이다.
헌법상의 평등원칙에 근거하고 있으며, 그 기본정신은 입법자에 대하여 기본권을 침해하는 법률은 일반적 성격을 가져야 한다는 형식을 요구함으로써 평등원칙위반의 위험성을 입법과정에서 미리 제거하려는데 있다.
개별사건법률은 개별사건에만 적용되는 것이므로 원칙적으로 평등원칙에 위배되는 자의적인 규정이라는 강한 의심을 불러일으킨다.

## 합헌적 개별사건법률
비록 특정법률 또는 법률조항이 단지 하나의 사건만을 규율하려고 한다 하더라도 이러한 차별적 규율이 합리적인 이유로 정당화될 수 있는 경우에는 합헌적일 수 있다. 따라서 개별사건법률의 위헌 여부는, 그 형식만으로 가려지는 것이 아니라, 나아가 평등의 원칙이 추구하는 실질적 내용이 정당한지 아닌지를 따져야 비로소 가려진다.

## 미국
미국에서 개별사건법률은 1817년부터 1971년까지 많이 있었다.
미국 헌법 제1조 제9항에는 개별사건법률을 금지하고 있다. 즉, "No Bill of Attainder or ex post facto Law shall be passed"(사권박탈법과 소급입법은 금지된다)라고 규정하여, 형법적인 개별사건법률은 사권박탈법(bill of attainder)에 위반된다고 되어 있다.
즉, 삼권분립이 되어 있는데도 불구하고, 입법부가 특정한 개인을 사형시키는 법률을 제정하는 것은, "재판없는 형사처벌"이 되어서, 사법권에 대한 침해이면서, 피고인의 공정한 재판을 받을 권리의 침해가 된다는 논리이다.

## 한미 FTA
한미 FTA와 관련된 논쟁 중에서, 투자자 국가 분쟁 해결(ISD)는 개별사건법률과 관련된 문제이다.

## 판례
우리 헌법은 처분적 법률로서의 개인대상법률 또는 개별사건법률의 정의를 따로 두고 있지 않음은 물론, 이러한 처분적 법률의 제정을 금하는 명문의 규정도 두고 있지 않으므로 특정한 규범이 개인대상 또는 개별사건법률에 해당한다고 하여 그것만으로 바로 헌법에 위반되는 것은 아니다. 다만 이러한 법률이 일반국민을 그 규율대상으로 하지 아니하고 특정 개인이나 사건만을 대상으로 함으로써 차별이 발생하는 바, 그 차별적 규율이 합리적인 이유로 정당화되는 경우에는 허용된다.

## 같이 보기
- 사권박탈법
- 투자자 국가 분쟁 해결(ISD)
- 공정한 재판을 받을 권리